# HKT48のももち浜ラジオ局
『GIRLS☆PUNCH TUESDAY HKT48のももち浜ラジオ局』（ガールズパンチ チューズデー エイチケーティーフォーティエイトのももちはまらじおきょく）は、2023年3月28日よりRKBラジオで放送されているバラエティ番組である。

## 番組概要
福岡市を拠点に活動するアイドルグループ・HKT48の冠番組。2012年4月7日から2023年3月21日まで足掛け11年に渡り放送された『HKT48のももち浜女学院』を前身とし、HKT48メンバーがRKBラジオ内に架空のラジオ局を作ったという設定で、様々な企画やトーク・ゲームなどを通じて、メンバー・リスナーとも仲良くなっていこうという番組。
番組名にある「ももち浜」とはRKB毎日放送本社所在地の「百道浜」のこと。
開始当初の半年間は単独番組としての放送だったが、2023年秋の改編で9月25日から、週一放送になった2017年10月以来6年ぶりに帯番組として復活した『GIRLS☆PUNCH』に火曜日枠として編入されることになった。そのため番組内でのタイトルコールの頭に枠タイトルが付く事となった。
前身『もも女』と比べてリスナーからのメッセージの採用回数が低い傾向にある。

### 番組のシステム
HKT48メンバーの梁瀬鈴雅が研究生時代からメインMCを務め、先輩である石橋颯、伊藤優絵瑠、栗原紗英が前身番組『ももち浜女学院』同様、2週毎に交代でパートナーを務めている。なお、初回は4人全員が出演した。
普通のお便り以外は番組の中に色々なミニ番組が入っているという設定のため、毎回コーナーや企画が異なるが、BGMなどの演出方法・一部コーナーは前身番組『もも女』から引き継がれている。
番組冒頭では自己紹介、番組の締めにはおやすみメッセージを言うのが決まりになっている。
Twitterのハッシュタグは「#ももち浜ラジオ局」「#もも局」と併用されていたが、2023年6月13日に「#もも局」に統一された。
番組のノベルティはステッカーでメッセージを送った人の中から抽選で毎週1名にプレゼントしている。
2023年12月13日よりポッドキャストを開設、YouTubeやSpotifyなどに未公開音源やその週のハイライトを公開している。

## 放送時間
毎週火曜日 23:30 - 24:00

## 出演者

### メインパーソナリティ
- 梁瀬鈴雅(HKT48 研究生→チームH)

### 準レギュラーメンバー
- 石橋颯(HKT48 チームH)
- 栗原紗英(HKT48 チームH)
- 大庭凛咲（HKT48 チームKIV）- 2025年3月11日に出演し4月15日から本格出演。

### ゲスト
- 山下エミリー（HKT48 チームKIV）- 2023年4月25日
- 市村愛里（HKT48 チームH（KBCラジオ『HKT48 ラジオ聴かナイト!』からの刺客）- 2024年7月9日[6]

### 過去の出演者[注 2]
- 伊藤優絵瑠(HKT48 チームH) - 2025年3月4日まで出演。

## コーナー

### 現在のコーナー（頻度の高いコーナー）
メッセージ紹介
リスナーからのメッセージ、お悩み相談、提案などを紹介するコーナー。前身『もも女』と比べてリスナーからのメッセージの採用回数が低い傾向にある。「もっともっとメール読みまSHOW」として拡大版をおこなうこともある。
HKT48舞台裏ニュース（楽屋裏ニュース）
楽屋裏・舞台裏で起こった出来事を言える範囲内でニュースキャスター風に伝える報道番組。レギュラーコーナーといえるくらい頻繁に行っている。
れいあ姫をはっちゃけさせまSHOW
梁瀬に様々なことに挑戦してもらい殻を破ってもらうコーナー。
れいあ姫をはっちゃけさせまSHOW生誕祭スペシャル
上の「はっちゃけさせまSHOW」の特別編で6月27日放送の「梁瀬鈴雅生誕祭スペシャル」の中で行われ、梁瀬の生誕祭開催を賭けた企画でかっちりやりきり殻を破るコーナー。
誰だ! 誰だ! 誰だー!
当番組で唯一、前身番組『もも女』から引き継がれた番組でHKT48メンバーの中で「○○なのは誰だ!」というお題に当てはまるメンバーを上げていく。

### 特別コーナーなど
いぶれいあのJK情報局
今、女子高生の中で流行っているものや石橋・梁瀬の周りで流行っているものを紹介するプレゼン番組。
いぶれいあ仲良し度check!以心伝心ゲーム
先輩後輩の関係だがほぼ同じ年の石橋・梁瀬がより仲良くなっていく番組。
おこおこいぶちゃん
石橋に叱ってもらいたいことを募集している番組。
姫＆プリンセスのお悩みクリーニング
リスナーのお悩みを「姫」と呼ばれる梁瀬と「プリンセス」と呼ばれる栗原の2人が柔らかく解決するコーナー。
ふんわりじゃなくてきっちり答えよう!紗英ちゃんのお悩みクリーニング
上の「お悩みクリーニング」の特別編で6月20日放送の「栗原紗英生誕祭スペシャル」の中で行われ、栗原の生誕祭開催を賭けた企画でリスナーの悩みにふんわりではなくかっちり答えるコーナー。
クイズ!姫＆プリンセスのASMR対決!!
梁瀬・栗原の2人が「あるお菓子」を食べリスナーにそのASMRを聴いてもらい、2人が何を食べてるかを当ててもらうクイズ。全問正解者の中から抽選で2名に2人のサイン入り色紙をプレゼントするコーナー。
笑ってはいけない音読ゲーム
教科書に書かれたお話を1節ずつ指示カードに従い真面目に音読し、読み手・聞き手ともに笑ってはいけず終了までに最も「チョークチップ」を取ったメンバーの負けとなるコーナー。
姫＆プリンセスの雑学クイズ祭り
リスナーから届いた様々な雑学クイズに梁瀬・栗原の2人が挑むコーナー
カバンの中身でじゃんけんぽんぽん
自分の鞄の中に入っている物で「物じゃんけん」をしてすっぴんをさらけ出すような番組。
鈴雅ちゃんと優絵瑠ちゃんの何にでも告白しまSHOW
前身番組『もも女』では「アイドル力アップ授業～今夜もがんばるけん!～」の中で行われていたコーナーを単独コーナーとして昇格させたコーナーで、異性・人間に限らず箱の中から紙を引き、書いてあるものに対し告白をする、ある意味恋愛リアリティーショー的番組
沼ってみまSHOW
パーソナリティーからおじさんリスナーにハマってほしい趣味や、エンタメなどをプレゼンする番組。Z世代の2人の感性・「これがいい」と思うものなら何でもOK。
HKT48コンサート振り返りスペシャル
直前に行われたコンサートについて振り返りトークをしていく。
石橋楓生誕祭2023
石橋の生誕祭開催を賭けた企画で課題に1つ挑戦してもらい、クリア出来たら生誕祭を行う。
夏らしいことをしまSHOW
くじで引いた夏らしいことを行い、夏の思い出を作る。
胸キュン!花火大会セリフスペシャル
リスナーから募集した花火大会に関しての胸キュンなセリフを妄想で言う番組。
ゆえれいあの怖い話
夏の名物「怖い話」心霊系の怖い話やある意味怖い話などで暑い夏を少しでも涼む番組。
トキドキ心理テスト
心理テストを行いメンタル面をチェックする番組。
さえれいあの夏休み妄想学園
与えられた設定に基づいてくじで引いたキーワードを１つ加えて、セリフを妄想で言う番組。
さえれいあの大運動会 体育祭ラジオ
2つの競技に挑戦し、1位:30点 2位:10点が入り最終的に得点が高かったメンバーが優勝。
聞きたかった
より仲良くなるために、お互い今まで聞きたかったものの聞けなかったことを聞いてみる番組。
演技力アップSHOW!
リスナーから送られたセリフを言って演技力を高める番組。
これしっとーと?
おすすめの趣味・エンタメをリスナーに知ってほしいとっておきなネタを紹介するコーナー

## 放送時間・ネット局
| 放送地域 | 放送局       | 放送期間        | 放送日時                         | 備考    |
| -------- | ------------ | --------------- | -------------------------------- | ------- |
| 福岡県   | RKBラジオ    | 2023年3月28日 - | 火曜日 23:30 - 24:00             | 制作局  |
| 長崎県   | エフエム諫早 | 2023年4月2日 -  | 日曜日 00:00 - 00:30（土曜深夜） | 5日遅れ |

## 番組エピソード・備考

### 令和5年
- 4月11日 放送で石橋が梁瀬のニックネームをわら姫と命名した[7]。
- 9月12日 『RKBエキサイトホークス・福岡ソフトバンクホークスvs埼玉西武ライオンズ』戦の大幅な延長のためRKBラジオでの放送は休止されたが[8]、その後10月21日15:30 - 16:00に振替放送された[9]。

### 令和6年
- 4月2日 放送開始2年目に突入しメインの梁瀬以外に栗原・伊藤・石橋の週替わりメンバーが集結。しかし、メインの梁瀬が喉を傷めて声が出せず筆談での参加となり、栗原がメインを代行。
- 10月26日 「しものせき海響グルメフェス2024」会場（山口県下関市・あるかぽーと親水緑地）にてほめ×ほめナイトとのコラボ公開収録を実施[10]。

### 令和7年
- 2月18日 - 放送100回到達。